# أمارلساوية
أمارلساوية (الاسم العلمي: Amaryllideae) هي قبيلة نباتية تتبع فصيلة النرجسية من رتبة الهليونيات.

## أجناس
- الأمارلس (الاسم العلمي: Amaryllis)
- الزنبقية[5] (الاسم العلمي: Crinum)